# Nieszków (gromada)
Nieszków (od 1 I 1960 Ziębice) – dawna gromada, czyli najmniejsza jednostka podziału terytorialnego Polskiej Rzeczypospolitej Ludowej w latach 1954–1972.
Gromady, z gromadzkimi radami narodowymi (GRN) jako organami władzy najniższego stopnia na wsi, funkcjonowały od reformy reorganizującej administrację wiejską przeprowadzonej jesienią 1954 do momentu ich zniesienia z dniem 1 stycznia 1973, tym samym wypierając organizację gminną w latach 1954–1972.
Gromadę Nieszków z siedzibą GRN w Nieszkowie (obecnie w granicach Ziębic) utworzono – jako jedną z 8759 gromad na obszarze Polski – w powiecie ząbkowickim w woj. wrocławskim, na mocy uchwały nr 33/54 WRN we Wrocławiu z dnia 2 października 1954. W skład jednostki weszły obszary dotychczasowych gromad Nieszków, Służejów, Biernacice, Osina Wielka, Osina Mała i Dębowiec ze zniesionej gminy Nieszków w tymże powiecie. Dla gromady ustalono 22 członków gromadzkiej rady narodowej.
1 stycznia 1960 do gromady Nieszków włączono obszar zniesionej gromady Kalinowice Dolne, wieś Starczówek ze zniesionej gromady Niedźwiedź oraz wieś Lipa ze znoszonej gromady Krzelków w tymże powiecie, po czym gromadę Nieszków zniesiono, przenosząc siedzibę GRN z Nieszkowa do miasta Ziębice i zmieniając nazwę jednostki na gromada Ziębice.